# Союз православных братств
Союз православных братств — российская общественная, религиозная и политическая организация, созданная в 1990 году. В 2007 году раскололась на две организации.
Отмечается как группа внутри Русской православной церкви, активная в пропаганде антисемитизма.

## История

### Предыстория и начало формирования
Подпольные православные братства в СССР существовали, как минимум, со второй половины 1960-х. Сестричества существовали неофициально на протяжении всего советского периода, но не играли заметной роли и оставались либо объединениями прихожанок, обеспечивающими христианское погребение умерших, либо формой социальной организации для тех женщин, кто не смог или ещё не решился уйти в монастырь.
После празднование 1000-летия Крещения Руси в СССР начали возрождаться приходские и епархиальные союзы православных мирян и духовенства, призванные способствовать оживлению приходской жизни, участвовать в восстановлении храмов и монастырей, вести издательскую, духовно-просветительскую и благотворительную работу Братства и сестричества активно включились в общественную жизнь. Как отмечал протоиерей Владимир Воробьёв, «В это время создавались православные братства, которые обычно инициировали священники и миряне. Высшая церковная власть в виду нестабильности политической обстановки не торопилась реагировать на новые возможности, которые щедро предлагало время. Видя эту нерешительность, миряне объединялись самостоятельно. <…> Патриархия решила создать Союз Православных братств, чтобы братское движение не уходило от Церкви».
12-13 октября 1990 года в Московском Доме кино состоялся первый съезд представителей православных братств, приветственные послания которому направили Патриарх Московский и всея Руси Алексий II и митрополит Смоленский и Калининградский Кирилл (Гундяев). На съезде был учрежден Союз православных братств. Почётным председателем Союза был избран Патриарх Алексий II, рабочим председателем — игумен Иоанн (Экономцев), заместителем председателя Союза — протоиерей Иоанн Свиридов, сотрудник Отдела внешних церковных сношений. Тогда же был образован Совет Союза православных братств, который получил резиденцию в Свято-Даниловом монастыре. В Союз православных братств вошло 23 организации, в том числе общество «Радонеж», Союз «Христианское Возрождение», братство Всемилостивого Спаса, братство апостола Иоанна Богослова, братство Святителя Алексия Московского, братство Святителя Филарета — Митрополита Московского, братство Покрова Пресвятой Богородицы, братство Преподобного игумена Сергия Радонежского (Сергиев Посад), общество «Трезвость» и др. Декларируемая цель Союза православных братств — координация деятельности братств в области духовного просвещения и социального служения.

### 1991—1995
6 августа 1991 года состоялся II съезд Союза православных братств, который открылся торжественным молебном перед мощами преподобного Сергия в Троицком соборе Троице-Сергиевской Лавры. Данный съезд обозначил тенденцию к радикализации Союза православных братств. Председателем Союза вместо игумена Иоанна (Экономцева) стал заместитель председателя Союза Православных братств иеромонах Кирилл (Сахаров), председатель Православного братства во имя всех святых в Земле Российской просиявших, духовник Православного товарищества паломников «Диалог», Грузинского православного братства Иверской Иконы Божией Матери.
Съезд принял следующие обращения: «О подготовке к таинству крещения», «О храмовом благочестии», «О положении на Украине», «О канонизации царской семьи». В числе приоритетов в деятельности братств были заявлены борьба с западничеством, сионизмом, экуменизмом, масонством, «иудейским влиянием» внутри Русской Православной Церкви, канонизация Николая II. Болезненно восприняли члены Союза православных братств известную речь перед раввинами в Нью-Йорке в 1991 году. Большинство братств стали выступать за восстановление Православной Монархии путём созыва Всероссийского Земского Собора, при этом права на престол «кирилловичей» Советом Союза православных братств не признавались. Получило распространение почитание «старца» Григория Распутина (в частности, в братстве «Радонеж» и Союзе «Христианское Возрождение»).
В 1992 году состоялась миссионерская поездка по Волге на теплоходе «Дмитрий Пожарский». Православная тюремная миссия при Союзе православных братств провела конференцию в Воронеже. Прошла конференция сестричеств, входящих в Союз православных братств, под девизом «Марфа и Мария: труд и молитва», под руководством инокини Ольги (Гобзевой). К июню 1992 в Союз православных братств входило 90 братств и сестричеств.
17-19 июня 1992 года в Санкт-Петербурге в актовом зале Санкт-Петербургских Духовных школ прошёл III съезд Союза православных братств, в котором активную роль играл председатель Союза православных братств Санкт-Петербурга Константин Душенов, близкий к митрополит Санкт-Петербургскому и Ладожскому Иоанну (Снычёву). По воспоминаниям игумена Кирилла (Сахарова), «три дня кипели страсти, которые смягчались знаменным пением на службах в период работы съезда в академическом храме и в соборе женского монастыря на Карповке». Богослужения возглавлял архиепископ Солнечногорский Сергий (Фомин), который принял активное участие в работе съезда.
Большинство участников высказывались за православную монархию, как единственную, Богом установленную, политическую систему. Были приняты резолюции о недопустимости экуменических молитв и о желательности перехода нашей Церкви на статус наблюдателя во Всемирном совете церквей. В итоговом документе съезда говорилось также о необходимости преподавания Закона Божия в общеобразовательной школе, об отрицательном отношении к переводу богослужебных книг на русский язык, против возобновления диалога с Ватиканом, об учреждении Церковного Суда, о введении церковной жизни в каноническое русло во всех её проявлениях.
После съезда из состава Союз православных братств вышли Братства либеральной ориентации: Сретенское братство Георгия Кочеткова, московские братство Апостола Иоанна Богослова; начали дистанцироваться Александро-Невское братство из Нижнего Новгорода и Борисоглебское из Тутаева. Союз православных братств неоднократно критиковал деятельность «неообновленцев» (иерея Георгия Кочеткова, радио «Софии» и др.). По словам Сергея Чанина: «епископат решил промолчать, но с этого времени идет отсчёт открытого разделения внутри Церкви на „либералов“ и „консерваторов“».
В 1993 году, помимо очередного IV съезда в здании Парламентского Центра, прошло расширенное собрание Союза православных братств в Сергиевом Посаде. Был принят ряд резолюций: о введении «молитвенных прошений» о восстановлении «православного самодержавного царства», о восстановлении чина анафематствования в Неделю Православия, о нарушениях при совершении церковных таинств и о мерах по их устранению.
По данным на 1994 год Союз православных братств объединял 106 коллективных членов, в том числе 30 братств и 4 сестричества в Москве, а также братства во Владимире, Нижнем Новгороде, Костроме, Санкт-Петербурге, Ростове-на-Дону, Казани; на Украине и в Крыму — Александровск и Алчевск Луганской области, Симферополь, Ялта и др., в Белоруссии — Минск, Абхазии — Новый Афон, в Казахстане — в городе Иссык Алма-Атинской области, Латвии — Рига, Литве — Вильнюс, Молдавии — Кишинёв; в Сербии и США. Членом Союза православных братств стало также Международное православное братство святых Кирилла и Мефодия, учителей словенских (сопредседатель — Владимир Большаков).
Радикализация и политизация отдельных братств заставила священноначалие Русской православной церкви вмешаться в деятельность Союза православных братств. По настоянию церковной иерархии в была проведена чистка от политических радикалов, в июне 1994 году игумен Кирилл (Сахаров) исключил около 20 братств, в том числе Союз Христианское Возрождение и сергиево-посадское Братство Преподобного Сергия Радонежского. Некоторые братства формально исключены не были, но не получили от игумена Кирилла приглашения на V съезд Союза православных братств.
На Архиерейском Соборе 29 ноября — 2 декабря 1994 года была поднята проблему служения в Церкви «различных групп мирян» — братств и сестричеств. На Соборе говорилось о необходимости их активного социального служения, одновременно члены этих сообществ предостерегались «от соблазнов уклонения как в радикальный консерватизм, так и в чрезмерно реформаторский подход к принципам устроения церковной жизни». Патриарх Алексий II отметил как негативный фактор коммерциализацию некоторых православных объединений, высказал мысль о целесообразности утверждения правящими архиереями уставов православных братств и о «дальнейшем архипастырском о них попечении» и контроле. В раздел 8 Устава об управлении Русской православной церкви был внесён пункт 8а, в соответствии с которым православных братствам и сестричествам и Союзу православных братств предписывалось переоформить свои уставы.
На V съезде Союза 6-8 декабря 1994 устав Союза был пересмотрен, председателем Союза православных братств был переизбран игумен Кирилл (Сахаров).

### 1995—2000
В результате ужесточения контроля со стороны правящих архиереев в отношении православных, братств сестричеств и других православных объединений произошло постепенное сокращение числа этих объединений, часть мирян, болезненно воспринявших контроль со стороны епархиальных властей, отошла от активной приходской деятельности.
После Архиерейского Собора и V съезда Совет Союза православных братств некоторое время воздерживался от заявлений политического характера, ограничиваясь в своей деятельности внутрицерковными рамками. Исключенные из СПБ радикально-политизированные братства (в частности Союз «Христианское Возрождение») обвинили его руководство в сдаче позиций экуменистам и «жидовствующим». Тем не менее, отдельные братства, входящие в Союз православных братств, и их лидеры не отказались полностью от завуалированной критики иерархии и от политических заявлений.
Постепенно количество коллективных членов СПБ как и его актиность стали снижаться, что отчасти компенсировалось за счёт индивидуального членства, которое стало преимущественным. Начали организовываться отделения Союза православных братств в разных регионах России и Украины.
В 1996 году в Киеве состоялся учредительный съезд Всеукраинского Православного Братства Св. Архистратига Божиего Михаила.  Устав братства утвержден Митрополитом Киевским и Всея Украины Владимиром и зарегистрирован государственным комитетом Украины по делам религий 29 октября 1996 года. . Главой братства стел врач Лукияник Валентин Борисович.
С 1997 года вновь стали приниматься заявления от имени всего Союза. 16 марта 1997 конференция Союза православных братств приняла резолюцию, в которой выражена обеспокоенность «Баламандским соглашением, резко противоречащим традиционному святоотеческому отношению к католицизму».
10 июня 1997 года на заседании Совета Союза православных братств было принято Заявление, в котором выражена «озабоченность в связи с последними событиями, происходящими вокруг Российского престолонаследия. По имеющимся сведениям, представители дома Гогенцоллернов поддерживаются некоторыми членами правительства России. <…> существует реальная опасность появления на царском престоле лица, не имеющего полномочий от Всероссийского Земского Собора».
В связи с 70-летием «Декларации» митрополита Сергия, Союз Православных Братств выступил с заявлением, в котором говорилось, что во многом для церковной жизни она имела неблагоприятные последствия: «Как члены Православной Церкви, несущие ответственность за все, что в ней совершается, мы искренне раскаиваемся во всем том, что в Декларации и вообще в отношениях между Церковью и государством противоречит святоотеческому наследию, и выступаем за то, чтобы церковно-государственные отношения строились в соответствии с церковными канонами».
12 ноября 1997 года игумен Кирилл подписал от имени Союза православных братств совместное Заявление русских общественных организаций с призывом к «абсолютному бойкоту» НТВ за показ в ночь на 10 ноября фильма «Последнее искушение Христа».
В декабре 1997 года Союз православных братств направил в адрес священного Синода обращение с призывом к покаянию за прямое участие духовенства в гонениях на «ревнителей древнего благочестия» и за молчаливое одобрение этих гонений.
В конце 1997 года иеромонах Кирилл подал в отставку с поста председателя Союза православных братств, став ответственным секретарём и духовником. Исполняющим обязанности председателя Союза православных братств стал Георгий Копаев. Как отмечал игумен Кирилл (Сахаров), «активизировать работу новому председателю не удалось. Спад продолжался, тонус деятельности снижался. На это повлияло и то, что завоевать авторитет у членов СПБ Георгию Георгиевичу не удалось».
8 ноября 1998 года в Москве состоялась конференция Союза православных братств, в которой приняли участие представители братств и сестричеств Украины, Белоруссии и России. Работу конференции предварил молебен, отслуженный прежним председателем Союза православных братств игуменом Кириллом. Конференция приняла резолюции с осуждением «оккультизма и неоязычества», «ереси экуменизма», «неообновленчества» священников Георгия Чистякова и Владимира Лапшина, о полной поддержке православных на Украине и о недопустимости и губительности автокефалии для Украинской Церкви.
В январе 1999 года Георгий Копаев подписал от имени Союза православных братств обращение к Совету Федерации Союза православных граждан (СПГ) с призывом не ратифицировать Договор о дружбе с Украиной.
В 1999 году, совместно с РОНСом, Союзом «Христианское Возрождение» и некоторыми другими православными патриотическими организациями, Союз православных братств обратился к старообрядцам с просьбой о прощении за «кровавые гонения на ревнителей древнего благочестия».

### 2000—2006
4 марта 2000 года, за несколько дней до решений Синода по этому вопросу, члены Союза православных братств направили обращение Патриарху Алексию II, где резко критиковался ИНН, присвоение которого, как утверждалось в заявлении, недопустимо не только в личном плане, но и для храмов и монастырей. Это обращение открыло целую серию подобных обращений и заявлений.
22 августа 2000 года в центре Братства иконописцев во имя преподобного Андрея Рублёва состоялась ежегодная конференция Союза православных братств. Конференция освободила Георгия Копаева от должности и. о. председателя. Новым председателем избран глава Союза православных хоругвеносцев Леонид Симонович-Никшич. Конференция приняла Обращение к новому президенту Владимиру Путину, в котором ему выражена «признательность и благодарность… за труды по укреплению Державы и армии». Приняты также Обращение к Правительству России «О мерах по предотвращению антихристианской кодификации», Обращение к православно-патриотическим организациям и Заявление «О церковной ситауации на Украине».
После избрания Симоновича-Никишича Союз православных братств фактически олицетворяли две реально действующие организации — Союз православных хоругвеносцев и приход столичного храма святителя Николая на Берсеневке.
14 октября 2005 года в здании дома культуры кондитерской фабрики «Красный Октябрь» прошел юбилейный съезд Союза Православных Братств Русской Православной Церкви.
22 ноября 2006 года в Доме российской прессы в доме на Набережной состоялась ежегодная конференция Союза Православных братств. Перед открытием конференции протоиерей Сергий Зинченко совершил молебен о помощи Сербии.

### Раскол
В конце 2006 — начале 2007 года Союза православных братств фактически раскололся на 2 крыла: более фундаменталистское, оппозиционное руководству Московской Патриархии, возглавляемое игуменом Кириллом (Сахаровыи) и иереем Павлом Поволяевым, и более лоялистское, возглавляемое Юрием Агещевым. В связи с болезнью Симоновича, от имени Союза православных братств стал в основном выступать координатор Союза Православных Братств и СПХ Юрий Агещев. Причиной раскола стало по словам игумена Кирилла (Сахарова) «замыкание прежнего председателя в своей деятельности в основном только на СПХ» и «новые тенденции, свидетельствующие об отказе от традиций братского движения, начали ревизироваться изначальные позиции СПБ против экуменизма и глобализма, за созыв Поместного Собора». Другой причиной размежевания стала ситуация вокруг письма епископа Диомида (Дзюбана).
28 июля 2007 года сайта Михаила Назарова «Русская Идея» появилось заявление игумена Кирилла Сахарова, изложенное иерем Павлом Поваляевым, где говорилось: «в прошлом году истек второй срок полномочий нашего председателя <…> Леонида Донатовича Симоновича-Никшича. <…> ни тогда, ни в этом году на ежегодной конференции нашего Союза этот вопрос не был поднят и решён. <…> из-за серьезного заболевания, Леонид Донатович не может реально осуществлять руководство». В связи с чем игумен Кирилл, «как духовник Союза Православных братств и старейший его член», благословил руководителю Союза Православных братств Украины Валентину Лукиянику до очередной ежегодной конференции исполнять обязанности председателя Союза Православных братств, добавив, что «эта позиция поддерживается подавляющим большинством Союза Православных братств».
2 августа 2007 года решением внеочередного заседания Совета Союза Православных Братств, возглавляемый Леонидом Симоновичем-Никшичем, принял решение исключить из своего состава игумена Кирилла (Сахарова), обвинив его в попытке переворота в руководстве этой организации. Новым духовником Союза православных братств был избран иерей Сергий Зинченко. По словам координатора Союза православных братств Юрия Агещева, «Игумен Кирилл и иерей Павел Поваляев приняли решение сместить законного главу Союза православных братств своими двумя голосами, что абсолютно самочинно и аморально». Он также подчеркнул в интервью «Интерфаксу», что позиция игумена Кирилла является «по сути, поддержкой революционной линии епископа Диомида».
9 августа 2007 года «в связи с истечением второго трёхгодичного срока полномочий Л. Д. Симоновича-Никшича» в качестве председателя СПБ, состоялась внеочередная «отчётно-выборная конференция», участники которой приняли решение организационно размежеваться с Союзом Православных Хоругвеносцев и исключении из Союза Православных братств Юрия Агещева. Сопредседателями СПБ были избраны председатель Союза Православных Братств Валентина Лукияника и ответственный секретарь СПБ игумен Кирилл (Сахаров). Почётными попечителями СПБ были избраны глава Союза «Христианское Возрождение» В. Н. Осипов и председатель РОНСа И. В. Артёмов. Прежнему составу СПБ во главе с Л. Д. Симоновичем-Никшичем «была выражена большая благодарность за понесенные труды».
Данное решение не было признано Юрием Агещевым и Симоновичем-Никишичем, который 12 августа заявил о своём «незаконном смещении с поста председателя Союза православных братств (СПБ) Русской Православной Церкви», а саму «внеочередную отчётно-выборную конференцию», на которую он и его заместители приглашены не были — незаконной.
В то же время в Информационном сообщении Союза православных братств говорилось, что «утверждение о том, что члены СПХ якобы не знали, от них якобы скрыли время проведения конференции, не соответствует действительности», «был просто шквал звонков к ним, большинство из которых они сразу обрывали. Тем не менее через третьих лиц информация была донесена».
В итоге образовалось два «Союза православных братств». Союз православных братств Кирилла (Сахарова), действовал совместно с Союзом «Христианское Возрождение» и Движением «Сопротивление Новому Мировому Порядку». Второй, Союз православных братств Юрия Агещева, действовал совместно с Союзом православных хоругвеносцев.
20 сентября 2014 года скончался Юрий Агещев. После этого деятельность возглавляемого им «Союза православных братств» окончательно сошла на нет.

### Современное состояние
28 июня 2011 года Священный синод Украинской православной церкви отлучил Валентина Лукияника от церковного общения «до принесения искреннего публичного покаяния».
7 сентября 2014 года Союз «Христианское возрождение», Союз православных братств и Движение «Сопротивление новому мировому порядку» провели в Москве, в Центральном доме туриста «Всероссийское совещание ревнителей канонической чистоты православия». Собравшиеся поддержали резолюции Московского православного совещания 1948 года, где говорилось об отказе от вступления во Всемирный совет церквей и проголосовали за недопущение «экуменического собора 2016 года» в Стамбуле. Совещание приняло решение создать православную контрольную комиссию по недопущению созыва «8-го Вселенского собора» во главе с В. Н. Осиповым.
15 марта 2017 года на «молитвенном стоянии» на Суворовской площади полиция потребовала отдать ей хоругвь с надписью «Православие или смерть», который ранее был признан экстремистским; Димитрий Антонов, который держал эту хоругвь, был задержан.
20 октября 2020 года скончался многолетний председатель СПБ В. Н. Осипов. В ноябре 2020 года на общем собрании Союза с благословения игумена Кирилла (Сахарова) новым председателем Союза православных братств был избран православный писатель и журналист Владимир Петрович Семенко.
В 2021 году СПБ вместе с рядом других православно-патриотических организаций выступил против возвращения памятника Феликсу Дзержинскому на Лубянскую площадь, а также за признание Россией независимости Донецкой и Луганской народных республик.